# 学園ヘヴン BOY'S LOVE SCRAMBLE!
『学園ヘヴン BOY'S LOVE SCRAMBLE!』（がくえんヘヴンボーイズラブスクランブル）は、2002年8月2日にSprayより発売されたBL系18禁アドベンチャーゲーム（キャラクターボイスなし）。

## ラインナップ
学園ヘヴン BOY'S LOVE SCRAMBLE!
2002年8月2日に発売のPC版。
学園ヘヴン BOY'S LOVE SCRAMBLE!
NECインターチャネルより発売のPlayStation 2版。2003年11月27日にCEROレーティング18歳以上対象ソフトとして、2004年7月22日にCEROレーティング15歳以上対象のType Bが発売されている。後者は前者からギャンブルシーンを取り除き、プログレッシブ出力およびアンチフリッカー機能を追加した物。なお2006年8月31日に発売された廉価版は前者で、CEROレーティングはD（17才以上対象）。PS2版にはアダルトシーンがない。
学園ヘヴン おかわりっ! BOY'S LOVE ATTACK!
インターチャネルより2005年2月24日にPlayStation 2で発売（本編Type B同様CEROレーティング15歳以上対象、2006年9月28日に廉価版発売）。
学園ヘヴン BOY'S LOVE SCRAMBLE!
プロトタイプより2009年11月26日に発売のPlayStation Portable版。PS2版のType Bの移植版で、アニメ版オリジナルキャラクターも登場する。尚、アニメ版オリジナルキャラクターに絡みのあるシーンには、新規スチルや新録のボイスもあり。
学園ヘヴン BOY'S LOVE SCRAMBLE!
プロトタイプより2015年2月11日に発売のPlayStation Vita版。

## あらすじ
運がいいだけの平凡な少年伊藤啓太。そんな彼にある日、超エリート学園"ベルリバティスクール"への入学許可証が届く。

## 登場人物
伊藤啓太（いとう けいた）
声 - 福山潤
強運だけが取り柄の主人公。前向きで素直な1年生。ある日手元に届いた一通の入学許可証をきっかけに、様々な人たちと出会う。両親と妹・朋子（ともこ）の4人家族。苺と甘いものが好き。和希とは幼い頃既に会っている。身長170cm、5月5日生まれの牡牛座、O型。
遠藤和希（えんどう かずき）
声 - 櫻井孝宏
手先が器用なクラスメイト。手芸部所属で編み物専門。おせっかいかつ心配性な1年生。身長178cm、6月9日生まれの双子座、AB型。
丹羽哲也（にわ てつや）
声 - 小西克幸
BL学園の生徒の中でアニメでは啓太と最初に会った人。文武両道の学生会長（PS2版では生徒会長。以下同）。リーダーシップはあるが学生会の仕事をサボるのが常。
サボっている時は大抵海辺で釣りや昼寝をしているか、運動部に乱入して暴れていることが多い。中嶋とは入学直後に大喧嘩をし、当時の学生会が学園の理事会との癒着ができて傀儡状態になっているのを知ると、彼に協力を申し込み手を組んで不正を暴き自ら会長に就任した。以来、学生会と理事会には対立関係が残ったままである。猫に弱い。トノサマが苦手で、彼 (?) を恐れるあまり飼い主まで避けて通っていた。渾名は王様。3年生。父親は警視庁公安課の刑事で、猫嫌いの原因である。身長187cm、8月15日生まれの獅子座、B型。
西園寺郁（さいおんじ かおる）
声 - 神谷浩史
頭脳明晰な会計トップの美人。ゲームでは、丹羽とともに啓太と最初に会った人である。幼い頃、変質者に遭遇した経験から髪を肩口まで伸ばしている。実家は裕福な旧家出身で、美貌は母親譲りらしい。
無神経な丹羽を嫌いつつ実力は認めている。渾名は女王様。2年生。
七条を右腕として扱い、常に側に置いている。入学してすぐに七条とともに学生会入りしたが、色々と問題が重なり、結局半年もしないうちに会計部を学生会から分離、二大組織化とす。実は、入学前にあることがきっかけで理事長から七条と共に学生会と理事会の間の調停役を依頼されて以来、生徒会から分離した会計部は学園内では中立的な立場にいる。全てにおいて完璧に見えて、運動と歌を歌うことが人一倍苦手。ゲームの進め方によっては立場が逆転する、唯一の人物。身長173cm、2月14日生まれの水瓶座、AB型。
中嶋英明（なかじま ひであき）
声 - 森川智之
冷静で理論派の学生会副会長。別名 (?)・鬼畜眼鏡。3年生。1年生の時、丹羽と手を組んで情報収集し前学生会の不正を暴いて以来、彼の片腕として働き、時には彼のサボり癖に悩んでいる。実は空手の達人（三段）で、手を使わずに蹴りのみで相手を伸すことができる。身長182cm、11月19日生まれの蠍座、A型。
七条臣（しちじょう おみ）
声 - 坪井智浩
西園寺郁の幼馴染。日仏ハーフのトライリンガル（日仏英）でハッカー。紫の瞳と銀髪で、中嶋とは犬猿の仲。2年生。母親はキャリアウーマンな日本人。
サンフランシスコで生まれ育ち、小学生の時に両親が離婚、母親に連れられて日本に渡った。北陸に住んでいる母方の祖父母に預けられ、地元の小学校に転校した。英仏語圏で生まれ育ったので、地方育ちで排他的なクラスメート達に苛められていた。西園寺に助けられて以来、彼の侍従として付き従う。甘いお菓子が大好き。特にレーズンのアイスが一番の好物。全キャラクターの中で唯一、西園寺とのエンディングがある。身長184cm、9月7日生まれの乙女座、B型。
成瀬由紀彦（なるせ ゆきひこ）
声 - 三木眞一郎
テニス部主将。料理上手でプレイボーイ。啓太に一目惚れしている。イギリスに留学経験があり、そこでテニスの腕とともにプレイボーイぶりが培われたらしい。2年生、身長183cm、12月12日生まれの射手座、O型。
篠宮紘司（しのみや こうじ）
声 - 置鮎龍太郎
弓道部部長兼寮長。几帳面で世話好きな性格。生徒達の母親的存在。3年生。実家は神社、彼の弟は心臓が悪い。身長178cm、1月1日生まれの山羊座、A型。
岩井卓人（いわい たくと）
声 - 野島裕史
美術部部長。3年生。繊細で無口。作品造りに没頭しては、よく倒れる。父親は高名な画家で、母親はその愛人。身長176cm、3月3日生まれの魚座、A型。
滝俊介（たき しゅんすけ）
声 - 鈴村健一
学園内の配達屋。特技はマウンテンバイク。気さくな性格。大阪出身で関西弁。2年生。特技を生かし、校内で生徒や教師まで顧客にして、現金と学食の食券を引き換えにデリバリーのバイトに明け暮れている。成瀬とは名前で呼び合う程仲がいい。身長167cm、4月1日生まれの牡羊座、O型。
海野聡（うみの さとし）
声 - 川上とも子
生物教師。童顔で天然、トノサマを飼っている。人懐っこい性格で誰とでもすぐに仲良くなれる。かなりのドジっ子で、しょっちゅう実験器具を割ったり、床を水浸しにする。研究者でもあり、その研究内容は非常に利用価値が高いものらしく、彼自身の才能も含めて西園寺に尊敬されている。家族は全員彼と瓜二つらしい。身長156cm、7月20日生まれの蟹座、A型。
最初のPC版（CVなし）以外では性描写が存在しない（間接的な描写はある）。
トノサマ
声 - 小西克幸（ドラマCDとアニメのみ）
海野聡の飼い猫。名前の由来は、実験用のトノサマガエルを全部食べたことから。好物は唐揚げ。毛の生え方は三毛猫（何故か尻尾は長毛種）。丹羽をからかうのが趣味。知能が高いらしく、人語を解する。時には冷静な口調でツッコむ。
ドラマCDにて、メス猫（姫ちゃん）とお見合いし、かなりいい感じになる。海野曰く「プレイボーイ」。10月10日生まれ。
BL学園理事長
学園でトップの立場にいる人物。学園とその母体（世界的大企業の鈴菱グループ）の創設者で、先代（祖父）の遺言で跡を継いだ。学園と隣接するベル製薬の所長も兼任。3年前に就任して以来、一度も姿を現さずの謎が多い人物。理事会の中では、支持する側と先代の娘婿（副理事長）が筆頭の反支持側の2派に分かれている。理事会自体が学園の主導権を生徒から奪おうとしている為に学園内での内紛が絶えない。学園の創立以来の理念を絶対に尊重している。学園の理想そのものな現学生会に対して厚い信頼を寄せている為、胡散臭いと思われながらも生徒達からは一応支持されている。ある理由により、啓太を呼び寄せた。ゲームの中で青いくまのぬいぐるみを理事長代理に仕立てている。就任前にアメリカ留学していて、そこで丹羽の父親と知り合った。正体は遠藤和希。
久我沼啓二（くがぬま けいじ）
声 - 宗矢樹頼（ドラマCDとアニメのみ） / 堀之紀（PS2のみ）
BL学園副理事長にして、反理事長派。現理事長の義理の叔父。学園の母体（鈴菱グループ）内では一族の一員であるにもかかわらず、冷遇されているのを逆恨みして、次期鈴菱グループ社長（理事長）を失脚させようと陰謀を張り巡らせている。蟹座のA型。
木田誠（きだ まこと）
声 - 西脇保（PS2のみ）
BL学園生物教師。海野の同僚。海野が赴任してからは、海野の方が優遇されるようになり、密かに妬んで利害が一致している久我沼と手を組む。牡牛座のO型。
河本義孝（かわもと よしたか）
声 - 堀秀行（PS2のみ）
画廊を営む美術商。父親との事で表に出られなかった岩井の才能に気づき、啓太と共に日の目に当てさせた。学園OB。天秤座のAB型。
渡辺じゅん、直井正児、永原長作
声 - 加藤将之（渡辺）、ヤスヒロ（直井）、大原崇（永原）（いずれもアニメのみ）
渡辺じゅん、蟹座のO型。直井正児、獅子座のA型。永原長作、天秤座のAB型。
通称・柔道同好会三人組または三バカ。同好会から部に昇格する為に丹羽に勝負を挑むが、いつも返り討ちに遭う。アニメでは第1話で少しだけ出演。
松岡迅（まつおか じん）
声 - 成田剣
アニメ版より登場。保健医であり、常に生徒達を見守っている。学園OB。アニメ後半の展開の伏線を握る。
小澤渉（おざわ わたる）& 小澤翔（おざわ かける）
声 - 水島大宙（渉）、武内健（翔）
アニメ版より登場。テニス部所属の双子。成瀬に憧れ、啓太を一方的に敵視している。2人ともツンデレ。1年生。

## テレビアニメ
『学園ヘヴン BOY'S LOVE HYPER!』（がくえんヘヴンボーイズラブハイパー）は2006年4月1日から6月24日までAT-Xで放送されていたテレビアニメ。全13話。AT-Xでの放送が好評だったのを受け、その年の7月から9月に独立UHF局でも放送された。性描写はほぼ皆無である。

### スタッフ
- 原作 - Spray
- キャラクター原案 - 氷栗優
- 監督 - ひいろゆきな
- シリーズ構成 - 高橋ナツコ
- キャラクターデザイン・総作画監督 - 中山由美
- 小物デザイン - 加藤真人
- 美術監督 - 東厚治
- 色彩設計 - 和田秀美
- 撮影監督 - 今泉秀樹
- 編集 - 櫻井崇
- 音響監督 - 菊田浩巳
- 音楽 - 西岡和哉
- 音楽プロデューサー - 吉川明
- エグゼクティブプロデューサー - 赤松智、川村明廣、中村直樹、上玉利純宏、斎藤正明、武村哲司
- プロデューサー - 池田義宏、井出美恵、山崎明日香、大塚美苗、勝田敬子、田所達也
- アニメーションプロデューサー - 青木清光
- アニメーション制作 - 東京キッズ
- 製作 - BL学園応援部（インターチャネル、ジェネオンエンタテインメント、エー・ティー・エックス、フロンティアワークス、クレイ、東京電化）

### 主題歌
オープニングテーマ「school boys」
作詞 - 東川遙 / 作曲・編曲 - 西岡和哉 / 歌 - YAMOTO
エンディングテーマ「パノラマ」
作詞・作曲 - 藤岡正明 / 編曲 - 西岡和哉 / 歌 - 藤岡正明

### 各話リスト
| 話数 | サブタイトル         | 脚本                    | 絵コンテ     | 演出         | 作画監督                                           |
| ---- | -------------------- | ----------------------- | ------------ | ------------ | -------------------------------------------------- |
| 1    | 季節はずれの転校生   | 高橋ナツコ              | 二瓶勇一     | 星野真       | 井嶋けい子、佐々木敏子                             |
| 2    | たどりついたヘヴン   | ひいろゆきな            | ひいろゆきな | ひいろゆきな | 加藤万由子、岡本真由美                             |
| 3    | 巡る手紙、揺れる想い | 高橋ナツコ              | 五月女有作   | 小林浩輔     | 渡辺伸弘                                           |
| 4    | 湯煙!波乱の歓迎会    | 高橋ナツコ              | 三宅雄一郎   | 磨積良亜澄   | 藤岡真紀、安田きょうこ                             |
| 5    | ヘヴンズ・ドア       | 福嶋幸典                | 松澤建一     | 松澤建一     | 松浦仁美                                           |
| 6    | デート日和           | ひいろゆきな            | 三宅和男     | 星野真       | 加藤万由子                                         |
| 7    | 不安の在処           | 高橋ナツコ              | 江上潔       | 磨積良亜澄   | 箕輪悟、岡本真由美                                 |
| 8    | MVP戦前夜            | 福嶋幸典                | 二瓶勇一     | 小林浩輔     | 中島美子、渡辺伸弘                                 |
| 9    | 鋼の花               | 渡邊大輔                | 小林一三     | 小林浩輔     | 松浦仁美、藤原未来夫                               |
| 10   | 記憶の鍵             | 高橋ナツコ 渡邊大輔     | 三宅雄一郎   | 星野真       | 金有千、金大勲                                     |
| 11   | 明かされた真実       | 福嶋幸典                | 小林一三     | ひいろゆきな | 岡本真由美、渡辺伸弘                               |
| 12   | 風に折れない花       | 高橋ナツコ              | 江上潔       | 小林浩輔     | 箕輪悟、松浦仁美                                   |
| 13   | 約束                 | 高橋ナツコ ひいろゆきな | 三宅和男     | 磨積良亜澄   | 荒木弥緒、安田きょうこ 渡辺伸弘、松浦仁美 原田幸枝 |

### 放送局
| 放送地域 | 放送局     | 放送期間                | 放送時間           | 放送系列  | 備考                            |
| -------- | ---------- | ----------------------- | ------------------ | --------- | ------------------------------- |
| 日本全域 | AT-X       | 2006年4月1日 - 6月24日  | 土曜 9:00 - 9:30   | CS放送    | 製作委員会参加 リピート放送あり |
| 千葉県   | チバテレビ | 2006年7月1日 - 9月23日  | 土曜 25:35 - 26:05 | 独立UHF局 |                                 |
| 埼玉県   | テレ玉     | 2006年7月6日 - 9月28日  | 木曜 25:30 - 26:00 | 独立UHF局 |                                 |
| 京都府   | KBS京都    | 2006年7月6日 - 9月28日  | 木曜 25:30 - 26:00 | 独立UHF局 |                                 |
| 神奈川県 | tvk        | 2006年7月7日 - 9月29日  | 金曜 27:45 - 28:15 | 独立UHF局 |                                 |
| 三重県   | 三重テレビ | 2006年7月10日 - 10月2日 | 月曜 25:30 - 26:00 | 独立UHF局 |                                 |

| AT-X 土曜9:00/20:00、水曜13:00/23:00（30分1話） | AT-X 土曜9:00/20:00、水曜13:00/23:00（30分1話） | AT-X 土曜9:00/20:00、水曜13:00/23:00（30分1話） |
| 前番組                                          | 番組名                                          | 次番組                                          |
| ----------------------------------------------- | ----------------------------------------------- | ----------------------------------------------- |
| 思春期美少女合体ロボ ジーマイン （OVA作品）     | 学園ヘヴン BOY'S LOVE HYPER!                    | 銀魂                                            |

## 舞台
『「学園ヘヴン」ミュージカル 〜ベルリバティ★プリンス〜』のタイトルにて2008年7月25日 - 7月30日まで上演された。キャストは舞台版オリジナル。
- 遠藤和希：西興一朗
- 伊藤啓太：苅羽悠
- 丹羽哲也：出合正幸
- 中嶋英明：二津一行
- 西園寺郁：鈴木拡樹
- 七条臣：岡田光
- 滝俊介：川久保雄基
- 成瀬由紀彦：吉濱駿
- 岩井卓人：桜倉ケン
- 啓太（幼少）：松井蒼

## 関連CD
| 枚       | 発売日         | タイトル                                           | レーベル                   | 規格品番  |
| 音楽CD   | 音楽CD         | 音楽CD                                             | 音楽CD                     | 音楽CD    |
| -------- | -------------- | -------------------------------------------------- | -------------------------- | --------- |
| 1        | 2004年8月25日  | 学園ヘヴン ヴォーカルアルバム SONG!MVP             | マリン・エンタテインメント | MMCC-3050 |
| 2        | 2004年12月22日 | 学園ヘヴン maxi single〜SWEET CANDY〜              | マリン・エンタテインメント | MMCC-3065 |
| 3        | 2004年12月22日 | 学園ヘヴン maxi single〜BITTER CHOCOLATE〜         | マリン・エンタテインメント | MMCC-3066 |
| ドラマCD |                |                                                    |                            |           |
| 1        | 2002年12月28日 | ドラマCD 学園ヘヴン 〜未来は君のもの〜             | マリン・エンタテインメント | MMCC-3030 |
| 2        | 2003年12月21日 | ドラマCD 学園ヘヴン2 〜無敵の3年生〜（2枚組）      | マリン・エンタテインメント | MMCC-3037 |
| 3        | 2004年1月23日  | ドラマCD 学園ヘヴン2 〜強気な2年生〜（2枚組）      | マリン・エンタテインメント | MMCC-3038 |
| 4        | 2004年2月25日  | ドラマCD 学園ヘヴン2 〜Welcome to HEAVEN!〜        | マリン・エンタテインメント | MMCC-3039 |
| 5        | 2005年11月25日 | ドラマCD 学園ヘヴン3 〜Happy☆パラダイス〜（4枚組） | マリン・エンタテインメント | MMCC-3076 |
| 6        | 2006年12月22日 | 学園ヘヴン DJCD BL学園放送部「ベル☆ラジ」（2枚組） | マリン・エンタテインメント | MMCC-3095 |

## 単行本
- ノベライズ
  - 学園ヘヴン TAMAMI（原作：Spray） 2002年10月10日発売 ビブロス ISBN 4-8352-1385-8
    - 新装版 ビーボーイノベルズ 学園ヘヴン 遠藤編 TAMAMI（原作：Spray） 2006年7月19日発売 リブレ出版 ISBN 978-4-86263-003-2

  - ビーボーイノベルズ 学園ヘヴン 七条編 市村奈央（原作：Spray）2007年6月20日発売 リブレ出版 ISBN 978-4-86263-167-1
- コミカライズ
  - ビーボーイコミックス 学園ヘヴン 氷栗優（原作：Spray） 2004年3月10日発売 ビブロス ISBN 4-8352-1565-6
    - 新装版 ビーボーイコミックス 学園ヘヴン 丹羽編 氷栗優（原作：Spray） 2006年7月10日発売 リブレ出版 ISBN 978-4-86263-009-4

  - ビーボーイコミックス 学園ヘヴン 中嶋編 氷栗優（原作：Spray） 2006年7月10日発売 リブレ出版 ISBN 978-4-86263-010-0
  - ビーボーイコミックス 学園ヘヴン 遠藤編 〜Calling You〜 氷栗優（原作：Spray） 2007年7月10日発売 リブレ出版 ISBN 978-4-86263-219-7
  - ビーボーイコミックス 学園ヘヴン 七条編 〜SWEET SWEET DARLING！〜 氷栗優（原作：Spray） 2009年7月10日発売 リブレ出版 ISBN 978-4-86263-628-7
  - 学園ヘヴンレボリューション 第1巻 氷栗優（原作：Spray） 2011年7月15日発売 秋田書店 ISBN 978-4-25315-310-2
  - 学園ヘヴンレボリューション 第2巻 氷栗優（原作：Spray） 2011年12月16日発売 秋田書店 ISBN 978-4-25315-311-9
  - 学園ヘヴンレボリューション 第3巻 氷栗優（原作：Spray） 2012年9月14日発売 秋田書店 ISBN 978-4-25315-312-6
  - 学園ヘヴンレボリューション 第4巻 氷栗優（原作：Spray） 2013年5月16日発売 秋田書店 ISBN 978-4-25315-310-2
- キャラブック
  - 学園ヘヴン公式キャラブック全員集合! 2004年4月21日発売 ビブロス ISBN 4-8352-1559-1
  - 学園ヘヴン公式キャラブック完全版 2005年9月30日発売 ビブロス ISBN 4-8352-1786-1
  - 学園ヘヴン公式キャラブック最強! 2007年4月10日発売 リブレ出版 ISBN 978-4-86263-151-0
- ファンブック
  - まるごと! 学園ヘヴンブック 2010年3月31日発売 エンターブレイン ISBN 978-4-04-726505-9

## 携帯電話用
- アプリケーション
  - 学園ヘヴン（高解像度版／通常解像度版）
  - 学園ヘヴンおかわりっ！
    - PS2版と同様の内容のゲーム本編のアプリケーション。
- ショートノベル
  - 学園ヘヴンSS1（10キャラ分）
  - 学園ヘヴンSS2（10キャラ分）
    - トレーディングカードシリーズに封入されていた、主要攻略キャラクタとの書き下ろしショートノベルをベースにしている。
- 着うた／着うたフル
  - 学園ヘヴン「Welcome to Heaven!」（着うた／着うたフル）
- 着メロ
  - 学園ヘヴン「Welcome to Heaven！」

これらの他に待受画面が提供されていた。